# Piazza Sordello
La Piazza Sordello est une grande place située à Mantoue et dédiée au poète mantouan du XIIIe siècle Sordello da Goito.

## Histoire et description
La place San Pietro, sa première dénomination, a été construite en 1330 après la démolition de vieilles maisons situées entre deux rues parallèles qui suivaient encore le tracé urbain antique de la ville romaine. Une rue, Strada Magna, reliait la chapelle de San Pietro à la cathédrale, tandis que l’autre rue, Strata Sanctae Mariae Matris Domini, reliait l’église qui lui a donné son nom, à l’église de Santa Croce, intégrée plus tard au Palazzo Ducale, sur le côté droit de la place de la cathédrale. Pendant des siècles, la place est restée le centre de la vie politique, sociale et religieuse de Mantoue. L'architecture prédominante de la place remonte principalement au Moyen Âge avec des insertions qui peuvent être datées des années 1700 comme la façade de la cathédrale San Pietro et le Palazzo Vescovile (aussi nommé I) situé à côté de la cathédrale. A côté de cette dernière, l'imposant clocher roman trahit ses origines médiévales. Sur le côté gauche de la place, face à la cathédrale, se trouvent le Palazzo Acerbi, dominé par la Torre della Gabbia, et le Palazzo Bonacolsi (Castiglioni), tous deux ornés de fenêtres à trois lancettes avec deux portails, un en arc et un de style renaissance.
De l'autre côté de la place se trouve le Palazzo del Capitano, qui date d'avant 1328, année de l'arrivée au pouvoir de la famille Gonzague, ce qui en fait la partie initiale et la plus ancienne du palais ducal. À côté de ce majestueux bâtiment à créneaux, la Domus Magna se caractérise, comme le Palazzo del Capitano, par des fenêtres à meneaux du XVe siècle.
En décembre 2006, ont été trouvés dans le coin sud-est de la Piazza Sordello des restes de pavements d'une domus romaine impériale, décorés de mosaïques,. 
Actuellement[évasif], le site archéologique, dans l'attente de nouvelles fouilles, est contenu dans une structure permettant au public de le visionner. Cette découverte archéologique pourrait conduire à la révision de l'histoire de Mantoue, dont l'ère romaine a toujours été considérée comme marginale, mais qui confirme en tout cas que l'endroit a toujours été le centre de la communauté de Mantoue.

## Galerie

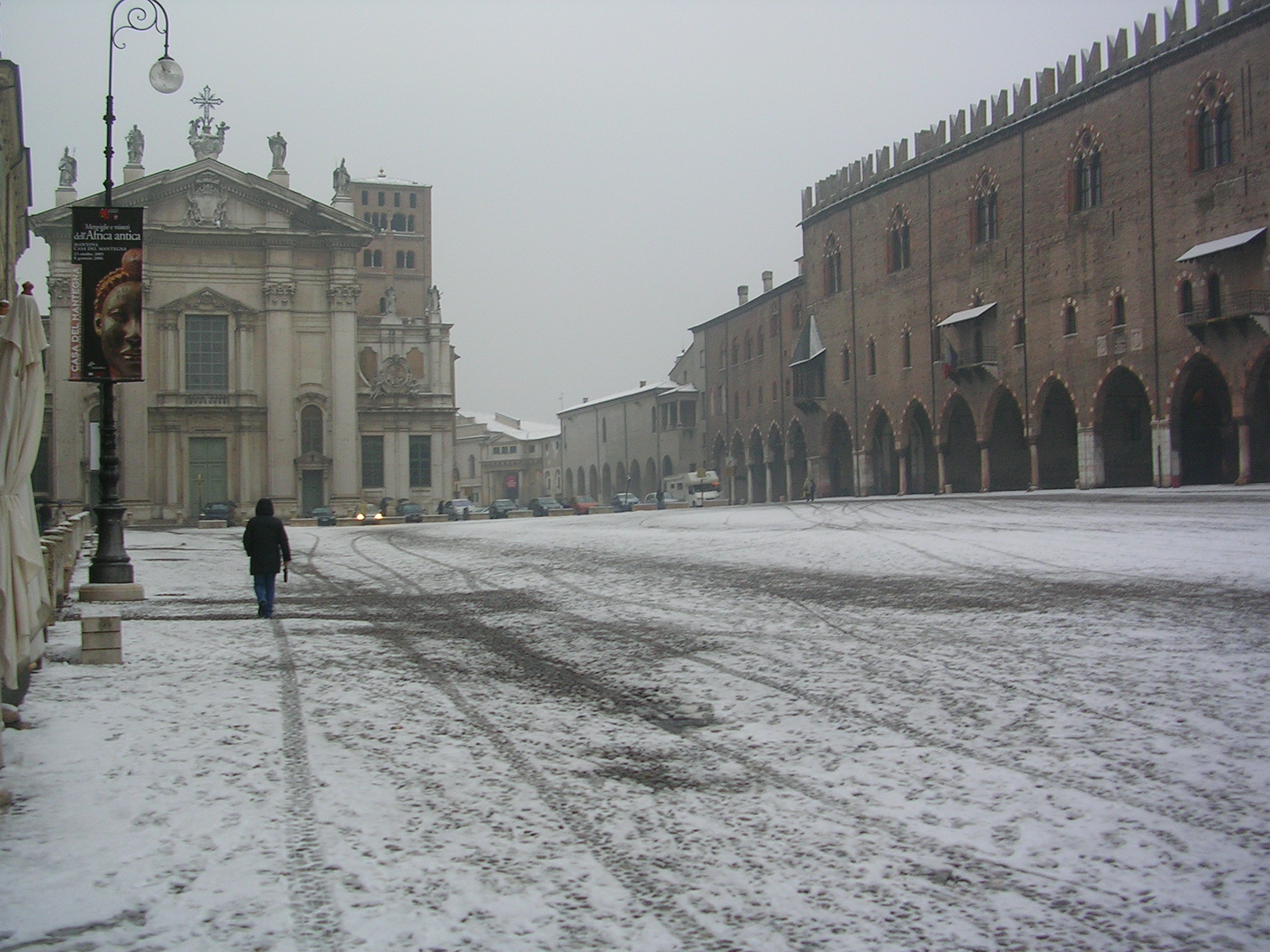
Piazza Sordello, Duomo et Palazzo Ducale sous la neige
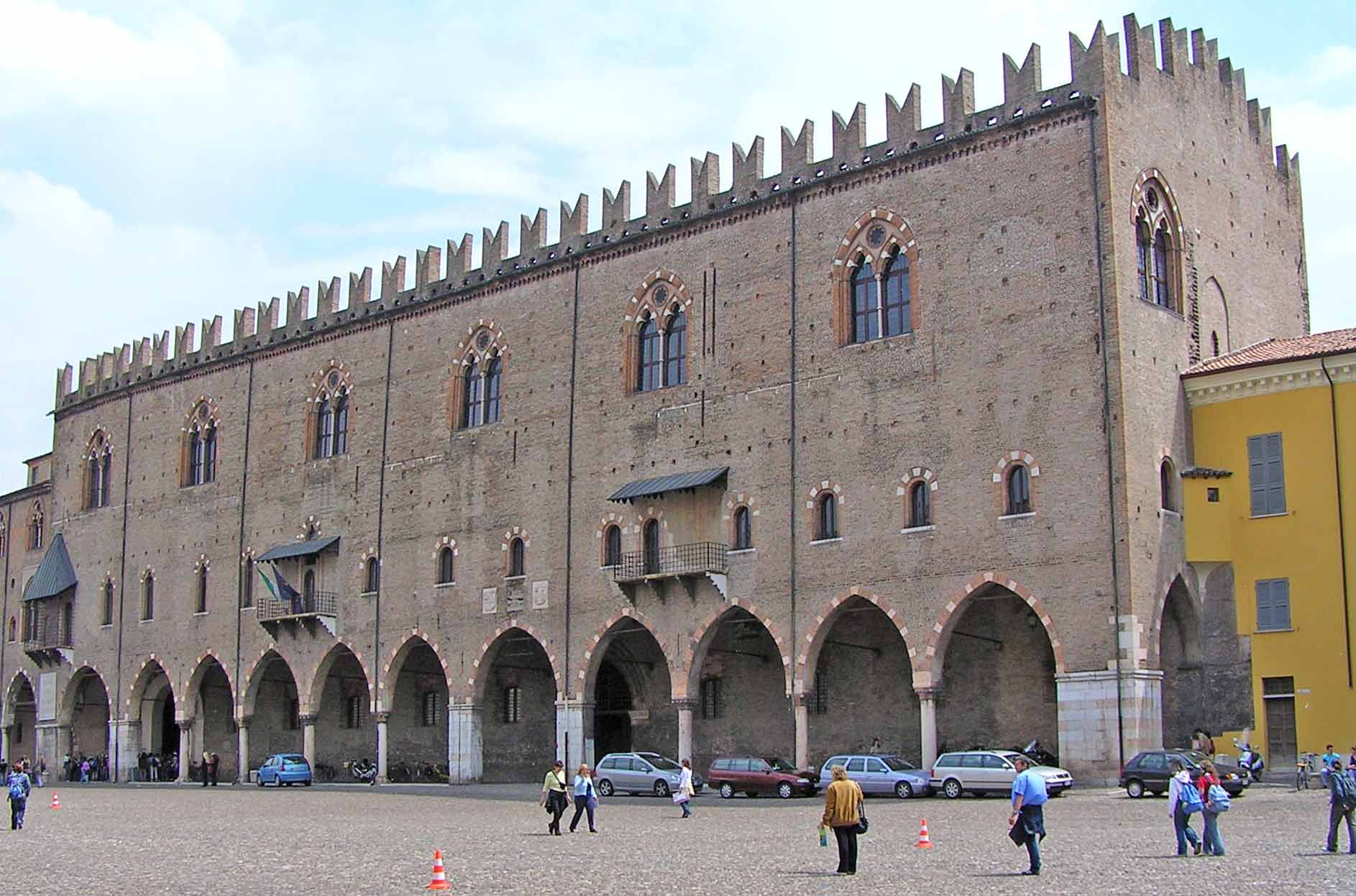
Palazzo Ducale (palais du capitaine)
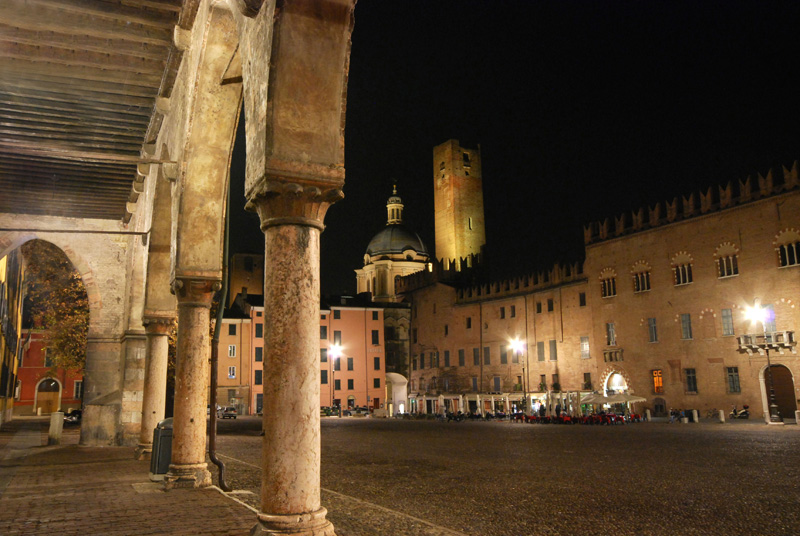
Piazza Sordello de nuit
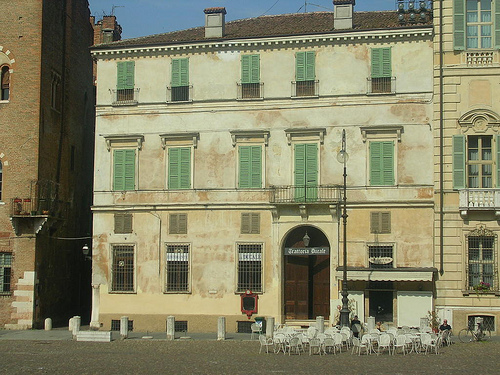
Ca 'degli Uberti
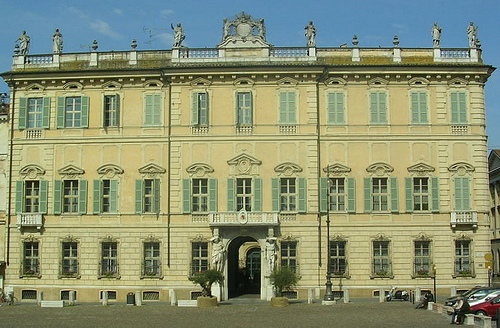
Palazzo Bianchi
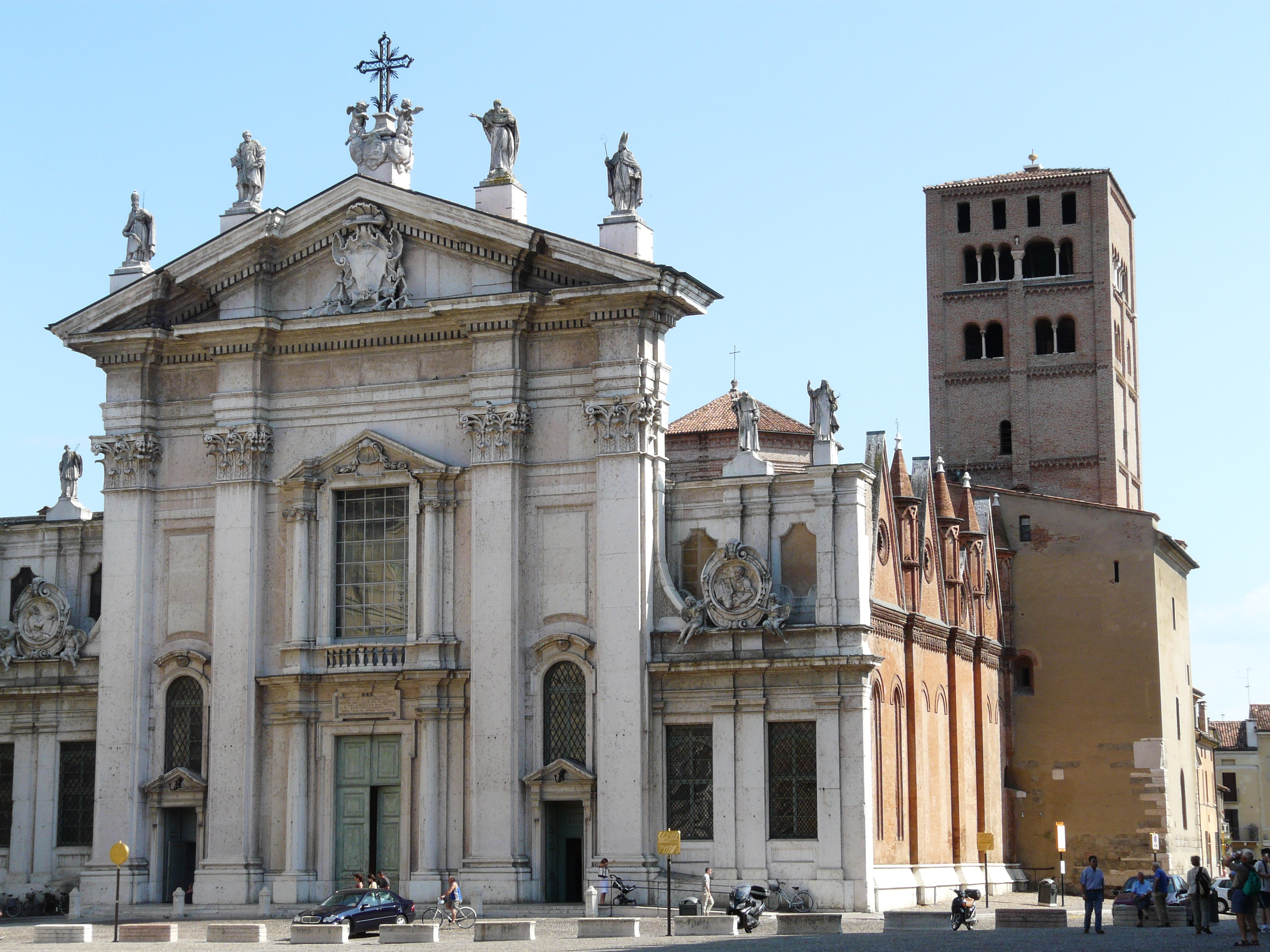
Cathédrale
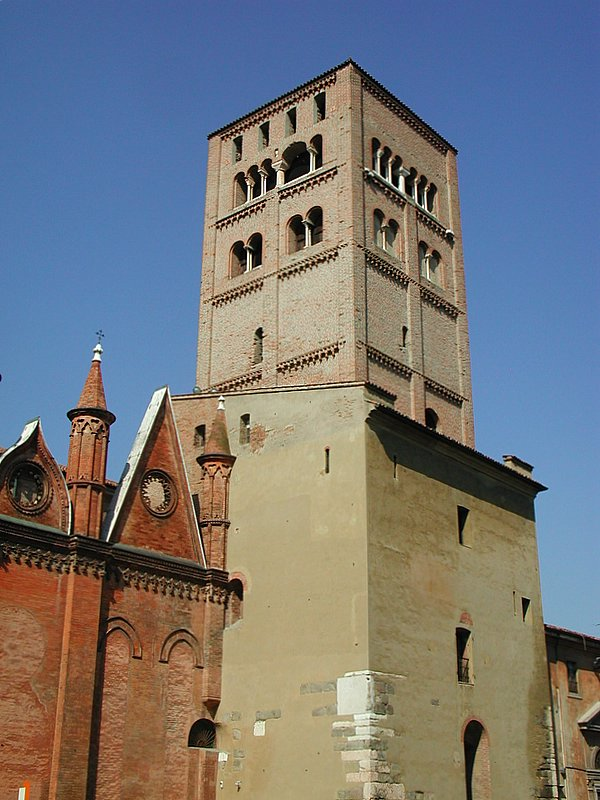
Clocher de la cathédrale